# Sugar (TOKIO의 음반)
《sugar》는 TOKIO의 11번째 정규 앨범. 2008년 2월 20일에 발매하였고, 레이블인 유니버설 뮤직 재팬에서 발매한 마지막 앨범이다.

## 설명
- 전작 《Harvest》발매 이후 약 1년 4개월만의 정규 앨범. 유니버설 뮤직 재팬에서 발매한 마지막 정규 앨범이기도 하다.
- 2007년에 발매한 싱글 《[[히카리노마치/란후리|ひかりのまち/ラン・フリー(スワン・ダンスを君と)]]》, 《本日、未熟者/Over Drive》, 《青春 SEISYuN》을 수록하였다.
- 앨범 타이틀 명이자, 수록곡인 〈sugar〉은 작사·작곡은 나가세 토모야, 편곡은 TOKIO. 일본 국민 그룹인 사잔올스타즈의 보컬 쿠와타 케이스케가 작곡한 일본 가수 나카무라 마사토시의 1982년도 곡 〈恋人も濡れる街角〉을 리메이크하기도 하였다. 총 7곡 수록.
- 초회한정반A 타입은 자켓이 금색특수커버, 초회한정반B 타입은 자켓이 은색특수커버, 통상반 - 첫회반은 회색특수커버로 디자인 되어 있다.

## 수록곡

### 통상반
1. Sugar - 6:07
2. Over Drive - 3:48
3. 青春 SEISYuN - 5:00
4. ひかりのまち - 4:25
5. 恋人も濡れる街角 - 4:21
6. 本日、未熟者 - 4:58
7. ラン･フリー（スワン･ダンスを君と） - 4:35

### DVD

#### 초회한정반A
1. 《宙船（そらふね）》, 《明日を目指して!》, 《カンパイ!!》 from Johnnys' Countdown 2007-2008
2. 〈sugar〉 Jacket Shooting

#### 초회한정반B
1. 〈何度も夢の中でくり返すラブ･ソング〉 SCHOOL FESTIVAL from TOKIO Special GIGs 2006
2. 〈sugar〉 Recording

### Disc 2 (Bonus Tracks)(통상반 첫회반)
1. 青春 SEISYuN 〜感動〜 
나가세 주연의 드라마 〈우타히메〉의 주제곡 〈青春 SEISYuN〉의 Strings Version. 현악기를 메인으로 한 반주이다.
2. 青春 SEISYuN 〜Action〜
역시 드라마 〈우타히메〉의 Strings Version. 멜로디 라인에서 Electric Guitar를 사용해서, 현악기를 강조한다.
3. 青春 SEISYuN 〜せつない〜
역시 드라마 〈우타히메〉의 Strings Version. Classic Guitar를 메인으로 사용하였다.
4. 宙船（そらふね） 〜jumble version〜
〈宙船（そらふね）〉 편곡하였다. 라이브 공연에서 자주 연주되는 버전으로, 맨 처음 시작에서 본래 싱글 《宙船 / do! do! do!》의 초회한정반에 수록된 어쿠스틱 버전을 사용하고, 다시 오리지널 버전에 가까운 편곡으로 돌아온다. 오리지널과 비교하면, Trumpet, Horn, Strings 연주로 세련되게 편곡하여 깔끔한 느낌을 주었다. 마지막 후크(브릿지)에서는 원 버전에는 존재 하지 않는 코러스를 추가.
5. 本日、未熟者 〜unplugged〜
나가세가 이전에 뮤직 스테이션에 혼자 출연했을 때에 연주한 어쿠스틱 편곡버전으로, 첫수록이다.